# Tourist Trophy

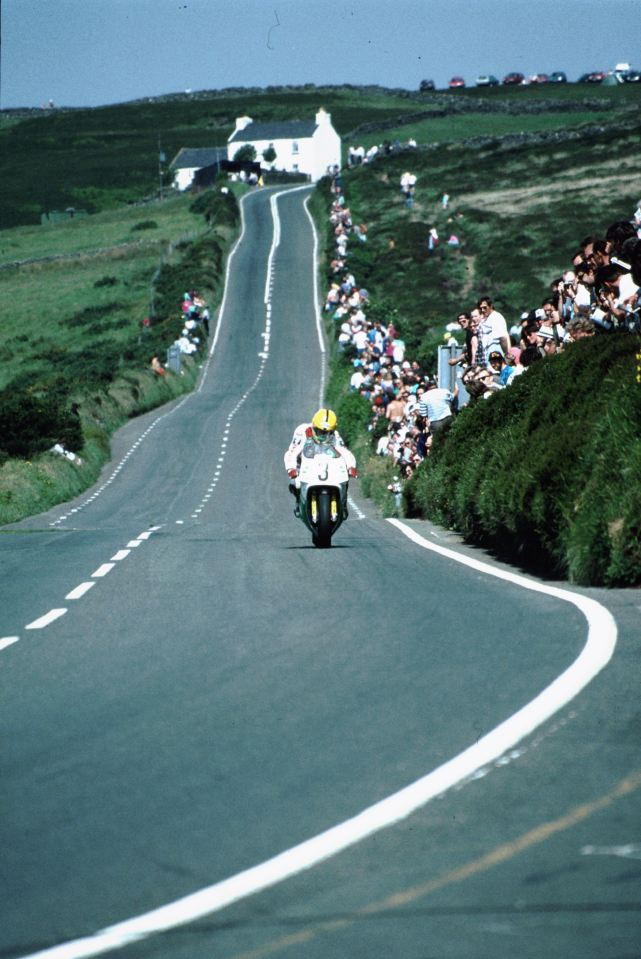
Joey Dunlop kör ner från Kate's Cottage mot Creg ny Baa.

Isle of Man TT (Tourist Trophy) Race, ofta kallat Tourist Trophy, är den årliga motorcykeltävling som körs på den brittiska ön Isle of Man sedan 1907. Tävlingen körs fortfarande varje år, och betraktas som världens äldsta landsvägslopp för motorcykel. Åren 1949–1976 hade loppet status som deltävling i VM, och var under en tid också Storbritanniens Grand Prix.

## Banan
Isle of Mans TT-bana heter Snaefell Mountain course. Den är idag 60,7[när?] kilometer lång och har 226 kurvor, men banans sträckning har ändrats vid flera tidigare tillfällen. De mc-tävlingar som tidigare kördes på andra avlysta, asfalterade banor (vägar) kallades även de för "TT-lopp" (landsvägslopp). Den typen av tävlingar kallas numera roadracing. Isle of Man TT är en del av den spektakulära formen av motorcykelsport som kallas real roadracing, och som bland annat utövas i Irland, Storbritannien och i Macao i Kina. Under denna form av motorcykeltävling kör förarna på avlysta vägar som inte alltid lever upp till de säkerhetskrav som annars är standard inom roadracing.

## Förare
Genom åren så har flera tusen förare deltagit i loppet. Den mest framgångsrike föraren på Isle of Man är Joey Dunlop, som vann olika klasser i tävlingen 26 gånger. Bland de svenskar som deltagit i tävlingen märks Börje Jansson med två andraplatser under Isle of Man TT, flygföraren Peter Lindén som normalt arbetar inom försvarsmakten med en tredjeplats som bäst, västeråsaren Martin Hamberg, Christer Miinin flerfaldig SM-vinnaren i superbike samt Mats Nilsson som efter två andraplatser på tävlingarna under Manx GP 2006 och 2007 klivit upp till huvudtävlingarna under TT-veckan på Isle of Man. År 2008 körde Mats Nilsson in på en 8:e plats i supersport race 1 med en snitthastighet på 192,99 km/t samt en 12:e plats under supersport race 2. 2015 körde Björn Gunnarsson till sig en 14-plats i Lightweight-klassen (Supertwin) samt en 25:e plats i TT Supersport. 
Under 2018 års IOM TT satt Björn Gunnarsson nytt rekordvarv och är därmed snabbaste svensk genom tiderna med 123.480 mph (198,72 km/h) som bäst. Han nådde även en toppfart på 303,6 km/h som bäst på sin BMW S1000RR.
Bästa varvtid hittills på the Mountain course är 17 minuter 6,682 sekunder (genomsnittlig hastighet 212.913 km/t), och noterades år 2014 av Bruce Anstey, körandes en BA Honda CBR1000RR. Högsta toppfart på banan hittills – 331,51 km/t – uppnåddes 2006 på Sulby Straight, av nyzeeländaren Bruce Anstey.

## Olyckor
Under åren tävlingarna Isle of Man TT och Manx GP gått har 269 personer omkommit i olyckor på tävling och träning samt 14 personer knutna till tävlingarna.  Avsaknaden av säkerhetstänkande har bidragit till dödsfallen. Exempelvis var svensken Joakim Karlsson en av de nio som omkom år 2005 på Isle of Man TT vilket är det högsta dödstalet under TT:s hundraåriga historia. 1985 omkom svenskarna Sven Tomas Eriksson och Mats Urban Eriksson under träning för sidovagnsloppet. Andra kända förare som förolyckats under Isle of Man TT är David Jefferies (2003), Gus Scott, Jun Maeda (båda 2006). Efter att den italienske toppföraren Gilberto Parlotti dödats i 1972 års Isle of Man TT började hans landsman Giacomo Agostini, då regerande världsmästare, att bojkotta tävlingen. Han fick fler och fler med sig, och 1977 plockades loppet bort från VM-programmet. 